# Inge Dekker
Inge Dekker (Assen, Países Bajos, 18 de agosto de 1985) es una nadadora neerlandesa, especialista en estilo libre y  mariposa. 
Es campeona olímpica tras ganar la medalla de oro en el relevo 4×100 metros libres en los Juegos Olímpicos de 2008. Forma parte del equipo neerlandés que tiene el récord mundial 4×100 m relevo estilo libre tanto en piscina corta como piscina curso largo. También forma parte del equipo neerlandés que tiene el récord mundial 4×200 m relevo estilo libre en piscina corta.